# Fernmeldeturm Linsburg
Der Fernmeldeturm Linsburg ist ein 1977 errichteter Fernmeldeturm in Stahlbetonbauweise im Grinderwald bei Linsburg
im Landkreis Nienburg/Weser in Niedersachsen.
Der als Typenturm vom Typ FMT 2 ausgeführte Turm steht 81 Meter über NN nahe der Bundesstraße 6 zwischen Neustadt a. Rbge. und Nienburg/Weser. Er hat eine Gesamthöhe von 158 Metern. 
Seit 1986 wird der Fernmeldeturm für Amateurfunk genutzt. Es befindet sich dort das Relais DB0ZP im 70-cm-Band. Seit 18. Mai 2022 wird der Turm auch für die Ausstrahlung von digitalem Hörfunk genutzt.  

## Frequenzen und Programme

### Digitaler Rundfunk (DAB+)
Digitaler Hörfunk im DAB+-Standard wird in vertikaler Polarisation im Gleichwellennetz (Single Frequency Network) mit anderen Sendern ausgestrahlt.
| Block                 | Programme | ERP (kW) | Antennendiagramm rund (ND)/ gerichtet (D) | Gleichwellennetz (SFN) |
| --------------------- | --- | -------- | ----------------------------------------- | --- |
| 7A NDR NDS (D__00392) | DAB+ Block des Norddeutschen Rundfunks - NDR 1 NDS HAN (Hannover) (104 kbps) - NDR 2 NDS (104 kbps) - NDR Kultur (104 kbps) - NDR Info NDS (104 kbps) - N-Joy (104 kbps) - NDR Blue (104 kbps) - NDR Schlager (104 kbps) - NDR Info Spezial (104 kbps) - NDR BWS (16 kbps) - ARD TPEG (16 kbps) | 10       | ND                                        | Alfeld (Reuberg), Bad Pyrmont, Celle, Hannover (Telemax), Hildesheim (Sibbesse), Hohe Egge (Süntel), Linsburg (Grinderwald), Stadthagen, Unterlüß (Südheide) |